# Diecezja Ipiales
Diecezja Ipiales (łac. Dioecesis Ipialensis, hisz. Diócesis de Ipiales) – rzymskokatolicka diecezja w Kolumbii. Biskupi Ipiales są sufraganami arcybiskupów Popayán.

## Historia
23 września 1964 roku decyzją papieża Pawła VI, wyrażonej w bulli Cunctis in orbe, erygowana została diecezja Ipiales. Do tej pory tereny nowego biskupstwa wchodziły w skład diecezji Pasto.

Mapa diecezji

## Ordynariusze
- Miguel Ángel Arce Vivas (1964 - 1965)
- Alonso Arteaga Yepes (1965 - 1985)
- Ramón Mantilla Duarte CSsR (1985 - 1987)
- Gustavo Martínez Frías (1987 - 1999)
- Arturo de Jesús Correa Toro (2000 - 2018)
- José Saúl Grisales Grisales (od 2018)

## Bibliografia

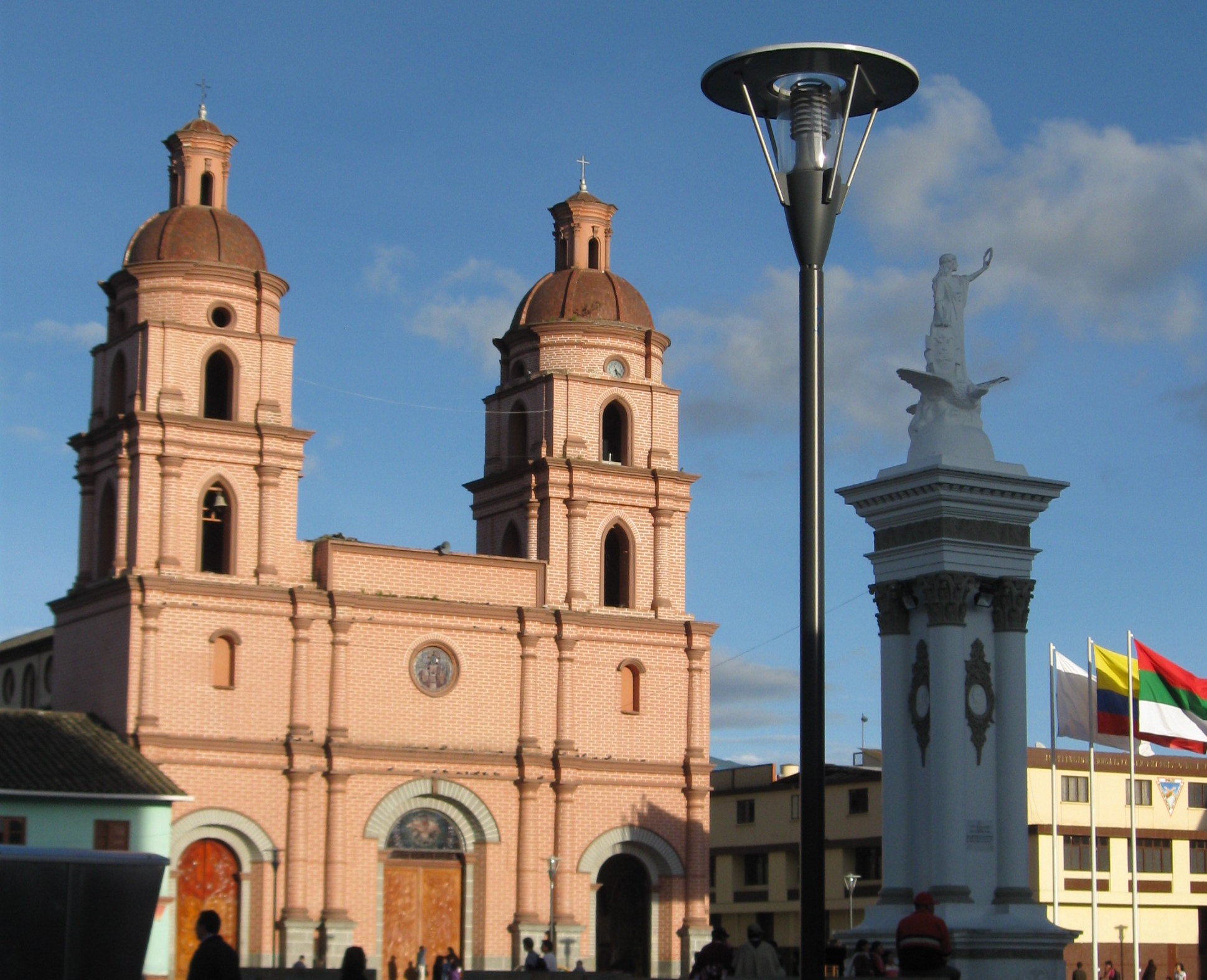
Katedra w Ipiales